# Anguinán
Anguinán är en ort i Argentina.   Den ligger i provinsen La Rioja, i den nordvästra delen av landet, 1 000 kilometer nordväst om huvudstaden Buenos Aires. Anguinán ligger 951 meter över havet och antalet invånare är 33 724.
Terrängen runt Anguinán är kuperad västerut, men österut är den platt. Runt Anguinán är det glesbefolkat, med 9 invånare per kvadratkilometer.. Närmaste större samhälle är Chilecito, 6,5 kilometer nordväst om Anguinán.
Omgivningarna runt Anguinán är i huvudsak ett öppet busklandskap.